# Puerto Adela
Puerto Adela es un municipio en el Departamento de Canindeyú, Paraguay.

## Historia
Fue creado el 14 de junio de 2018 en aplicación de la Ley n.º 6098/18, después de que la Cámara de Diputados aprobara la creación del municipio en el XIV Departamento de Canindeyú y una Municipalidad con asiento en el pueblo de Puerto Adela, se modificó los límites del distrito de Saltos del Guairá. Esgrimieron como principales argumentos la poca asistencia que reciben los pobladores de la zona de parte del Municipio de Salto del Guairá y los límites de distancia que dificultan el traslado.
Ubicado a la vera del río Paraná, está situado a aproximadamente 70 kilómetros al sur de Salto del Guairá, capital del Departamento de Canindeyú, ciudad de la cual precisamente se desligó. Posee un área total de 47.553 ha 9.222 m². La población se dedica ampliamente a la agricultura y ganadería
Su primer y actual intendente es el Sr Agapito Melgarejo del ANR quién fue elegido el 10 de febrero del 2019.

## Geografía
La denominada “zona alta” ha experimentado un notable desarrollo, desde la perspectiva concreta del aspecto físico, se distingue claramente, valles que se muestran muy adecuados para las actividades agropecuarias, comprende esencialmente terrenos planos y ondulados, con tierras muy aptas para la agricultura.
El distrito de Puerto Adela, tiene como límites:
- Al norte el distrito de Salto del Guairá y La Paloma.
- Al noroeste el distrito de Puente Kyjha, y Katueté.
- Al oeste se encuentra el distrito de Nueva Esperanza.
- Al sur, cruzando el rio Parana se encuentra la Ciudad Brasileña, Puerto Mendez.